# Onychoplastie
L’onychoplastie ou reconstruction unguéale, est un processus thérapeutique visant à reconstituer ou substituer partiellement l’ongle naturel par l’application d’une prothèse synthétique en résine ou gel, afin de protéger la matrice unguéale, faciliter la repousse, corriger la courbure, ou pallier les séquelles d’un traumatisme ou d’une pathologie unguéale.

## Objectifs
Les objectifs de l'onychoplastie sont les suivants :
- Protéger la phalange et la zone péri-ungéale (sillon)[1]
- Restaurer l'esthétique en cas de chute partielle ou totale de l'ongle (onycholyse ou onychoptose), d'hématome sous-unguéal , ou d'ongle fragile.[2]
- Guider la repousse dans le bon alignement et corriger une courbure anormale (hypercourbure, rique d'ongle incarné)[3]

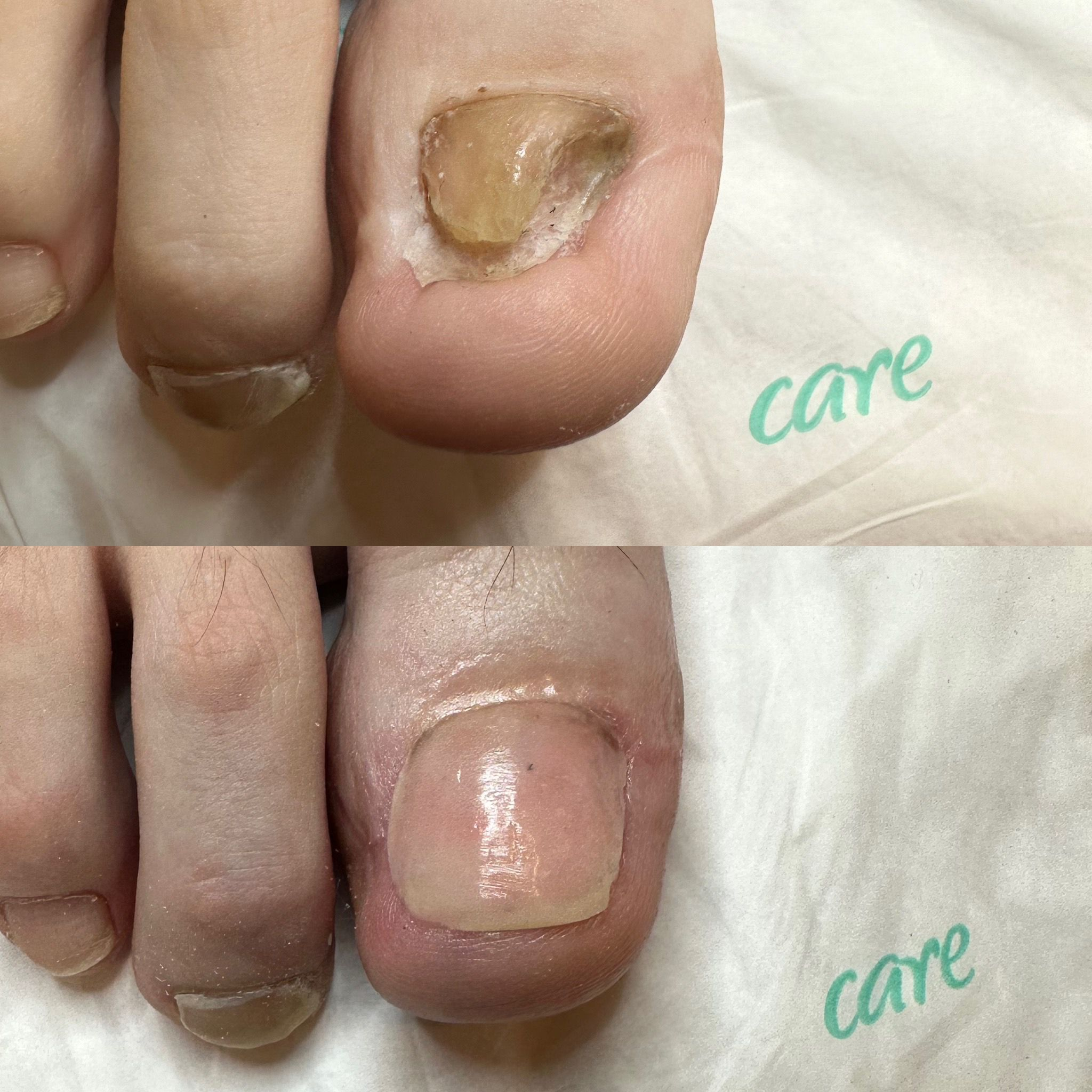
Photographie représentant en haut, un pied avant, et en bas, après traitement.

## Techniques de reconstruction unguéale
Il existe deux principales techniques de reconstruction unguéale. Dans les deux cas, la plaque unguéale est remplacée ou reconstituée grâce à une prothèse faite de résine ou de composite. En général, les matériaux utilisés sont issus du domaine dentaire, et ont été adaptés pour la podologie.
La première technique, utilisée par la plupart des professionels consiste à reconstituer la plaque unguéale à partir d'une prothèse faite de résine photopolymérisable. Cette résine se solidifie grâce à une projection de rayons UV sur la prothèse. Cela peut être nocif pour la peau, les rayons UV étants cancérigènes. Les résultats varient d'une couleur rose ou blanche.
Une autre technique consiste à reconstituer la plaque unguéale à partir d'une prothèse faite de composite qui se solidifie grâce à la projection de lumière LED. Les risques pour la santé sont nuls. Cette technique thérapeutique se découpe en trois étapes : lit de l'ongle, bord libre, puis plaque unguéale. Cette technique a été brevetée par le podologue Manuel Enrique Toral Bardina, dans différents pays, comme le Brésil, le Canada, l'Espagne, le Chili et les Etats-Unis. 